# Honaïne
Pour les articles homonymes, voir Hunayn.
Honaïne (en arabe : هُنَيْن) est une commune de la wilaya de Tlemcen, située à l'extrême nord-ouest de l'Algérie, à 60 km au nord-ouest de Tlemcen et à 120 km à l'ouest de Sidi Bel Abbès.
C'est un port de pêche artisanale et une station balnéaire avec plusieurs plages. Durant la période zianide, Honaïne était le port de Tlemcen et la voie méditerranéenne pour le commerce avec le Tafilalet et le Soudan, puis elle est ruinée. La commune conserve des vestiges de l'ancienne cité.

## Géographie

### Situation
Le territoire de la commune de Honaïne est situé au nord de la wilaya de Tlemcen, la ville est située à 70 km au nord-ouest de Tlemcen, à 30 km au nord-est de Nédroma et à mi-distance géographiquement entre Ghazaouet et Béni-Saf (40 km).
| Mer Méditerranée           | Mer Méditerranée | Beni Khellad                 |
| Dar Yaghmouracene          | Honaïne          | Beni Khellad , Beni Ouarsous |
| Dar Yaghmouracene, Nedroma | Beni Ouarsous    | Beni Ouarsous                |

### Relief et hydrologie

Localisation de Honaïne au nord-est des Trara.

Honaïne est une ville portuaire de la rive sud-ouest de la mer Méditerranée. Elle est située au nord du massif des Trara. Son port est abrité par le cap Nouh, l'arrière-pays, très montagneux est dominé par le djebel Tadjera qui culmine à 861 m.

### Localités de la commune
En 1984, la commune de Honaïne est constituée à partir des localités suivantes: Honaïne, Tafsout, Ouled Youcef et Tadjera.

## Toponymie
Le nom de la ville est probablement d'origine punique (racine HNY : rendre grâce, être béni, être de bon augure) ou bien d'origine berbère, une arabisation de unan, pluriel de anu et signifie « puits ».
Honaïne peut être la forme arabisée de Ahenai dont la racine, Hny, signifie « vue », « belvédère ».
Les Espagnols la nommaient « Hone ». En français, il existe plusieurs formes : Honaïn, Honaï, Honéin et Honaïne.

## Histoire
Des chroniqueurs grecs et latins comme Tite Live, Hérodote, ou musulmans, notamment El Idrissi, Ibn Khordadbeh, Ibn Khaldoun ou Léon l’Africain témoignent dans leurs récits de voyages que cette cité fut un réceptacle de cultures et de civilisations.

### Origine de la ville

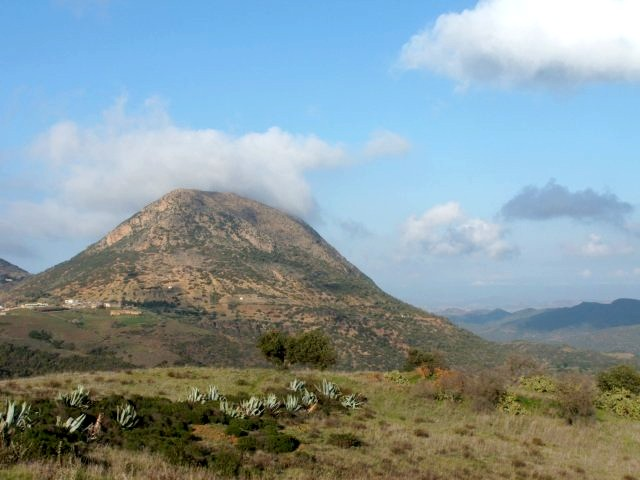
Mont Tajra, lieu de naissance d'Abd al-Mumin..

On ne connaît aucun établissement antique dans la région, mais on suppose que c'était l'emplacement de la ville de Gypsaria, également appelée Aritisiga. Toutefois, il n'existe pas assez d'éléments pour l'affirmer avec certitude. Lors de la conférence de Carthage en 411, l'évêque catholique Germanus, représentant de Gypsaria, faisait face à un rival donatiste, l'évêque Fidentinus. Cette rivalité reflétait la division de la population de Gypsaria en deux factions.
Honaïne est entrée dans l'histoire, comme une tour de guet, construite au Xe siècle dans le but de protéger la région des éventuelles attaques chrétiennes. Au moment de la conquête musulmane du Maghreb, Ibn Khaldoun distingue trois confédérations dans la région qui s'étendait d'Oran jusqu'à Tlemcen : les Beni Faten, les Maghraouas et les Banou Ifren, et Honaïne était occupée par la tribu des Kawmiya, qui appartenait aux Banu Faten.
Puis, une ville se développe, son nom figure à maintes reprises chez les chroniqueurs et les géographes du Moyen Âge. Al-Bakri dira qu'il s'agit d'un excellent mouillage, fréquenté par les navires. Au milieu du XIIe siècle, El Idrissi va la décrire comme une cité florissante et commerçante, ornée de remparts imposants, dotée d'une nombreuse population issue des Berbères Koumiyya. Yaqout al-Rumi précise que Honaïne est l'un des cantons côtiers de Tlemcen.

### Apogée et décadance
Abd El Moumen Ben Ali, fondateur de l'empire,, des Almohades est né à Tajra, une colline surplombant Honaïne, à deux kilomètres à l'ouest. Pour Abd Al-Mu'min, Hunaine était une étape incontournable lors de ses expéditions. Il considérait cette localité comme un point de passage obligatoire. De plus, Hunaine était exemptée de paiement d'impôts.
Durant de la période almohade, la ville connaît un essor et devient un important centre de flux commerciaux entre les deux rives de la Méditerranée. En 1162, Oran et Honaïne s'associèrent pour construire les cent vaisseaux commandés par Abd El Moumen Ben Ali.

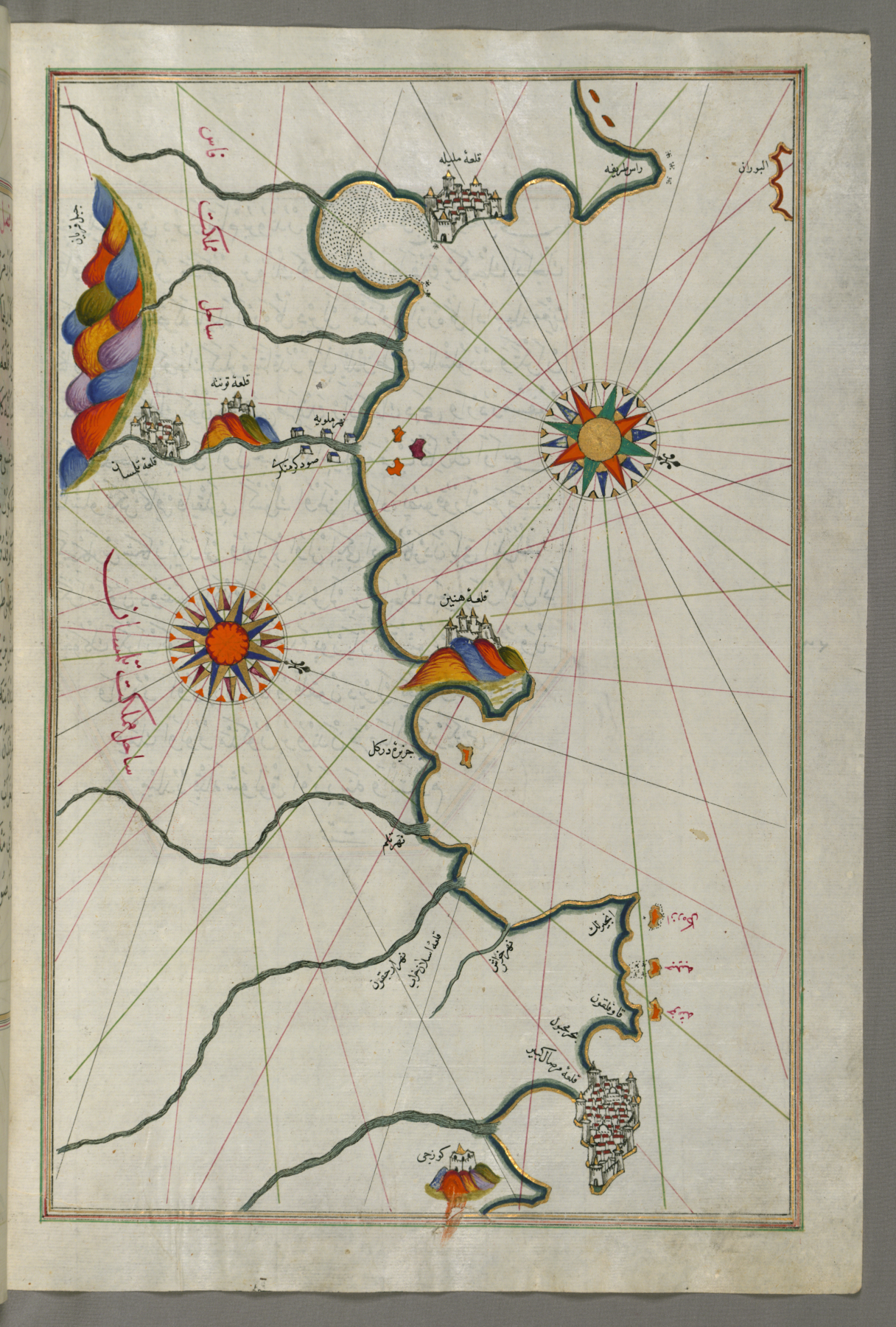
Carte ottomane du XVIII illustrant la région de Tlemcen et Honaïne sur le littoral.

Au XIIIe siècle sous les Zianides, le port et la ville vont revêtir une importance capitale, en devenant le port de Tlemcen, en remplacement d'Archgul, après avoir été celui de Nédroma. En effet, Honaïne était la voie méditerranéenne de Tlemcen pour le commerce avec le Tafilalet et le Soudan. Honaïne devient l'un des chantiers navals les plus réputés de la région durant cette période. Les souverains en avaient fait une sorte de capitale économique. Ce qui lui permit d'avoir un essor urbanistique et culturel. Cette période correspond à l'âge d'or de la cité d'un point de vue commercial et architectural.
Les textes arabes fournissent une description assez satisfaisante : Hunaine possédait beaucoup de jardins, elle produisait des céréales et avait des quantités extraordinaires d'arbres fruitiers et d'oliviers. Cependant l'élément moteur de cette ville apparaît, à travers la description des textes, comme étant le commerce.
La décadence de Tlemcen avait entraîné celle de Honaïne, mais elle a gardé encore un certain temps son prestige. C'est ainsi, lorsqu'Oran a été occupée par les Espagnols, les bateaux vénitiens allaient détourner leur commerce vers la ville. Le port sera partiellement détruit en 1534, après une brève occupation espagnole. Honaine a vu débarquer un nombre important de réfugiés Morisques. Le déplacement des courants commerciaux et l'expansionnisme espagnol ruinent plus tard la ville.
Ainsi, Léon l'Africain décrit une ville abandonnée : « Les habitants de Honaïne étaient autrefois des gens nobles et distingués. Presque tous travaillaient le coton et les tissus. Les maisons étaient très belles et ornementées : chacun avait son puits d'eau douce et une cour avec une treille ; elles étaient pavées de carreaux de couleur et les terrasses des chambres étaient également carrelées, les murs entièrement revêtus de mosaïques artistiques. Mais à la nouvelle de la prise d'Oran, tout le monde a abandonné la ville et elle 
est restée déserte ».
Une petite agglomération est née à la période contemporaine.

## Démographie

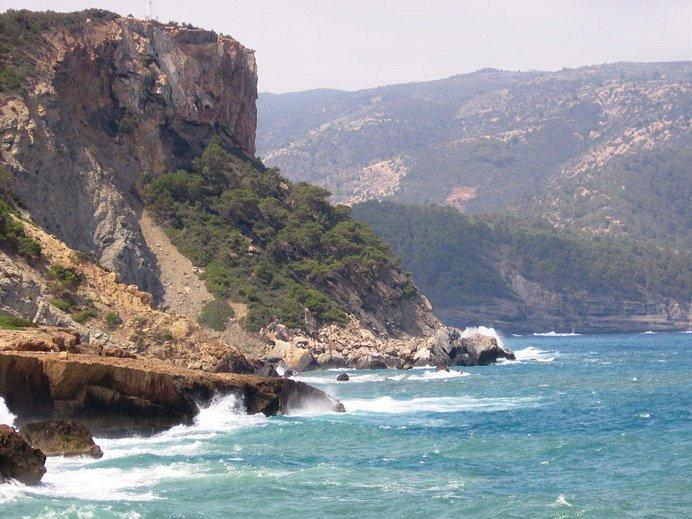
Littoral de la commune.

Selon le recensement général de la population et de l'habitat de 2008, la population de la commune de Honaïne est évaluée à 5 408 habitants (dont 4 689 habitants dans l'agglomération chef-lieu) contre 5 424 habitants en 1998, soit une légère décroissance démographique.

## Économie
Honaïne est un port méditerranéen ayant pour activité principale la pêche artisanale. C'est aussi une station balnéaire avec plusieurs plages : la plage de Honaïne-centre, qui est maintenant un port de pêche, et celle de  Tafsout. D'autres plages se trouvent dans les environs, notamment celle de agla. La ville d'Honaïne dispose en outre, d'une carrière de gypse et d'un centre de dessalement d'eau de mer.

## Patrimoine
Le site de Honaïne, comprenant la zone intra-muros, les remparts, la Casbah, l'emplacement du port ancien, la tour de guet, est classé comme site historique depuis 1982.
La plus grande partie du périmètre des murs d'enceinte existe encore. La ville était constituée de deux parties bien distinctes : la partie basse, au niveau de la plage, et la partie haute, dont la casbah qui dominait un port intérieur. Son port, de forme rectangulaire, était relié à la mer par un canal. Il était protégé par des remparts disparus de nos jours. L'accès au port était commandé par une grande arche : Bab al-Bahr. De la casbah, on distingue encore quelques vestiges d'un avant-mur et de tours, dont l'une protégeait la sqifa.
Ces ruines se trouvent à l'intérieur d'une zone de 41 000 mètres carrés. Les murailles, en pisé, comprennent des tours carrées avec chacune une porte. À l'intérieur de la ville, subsistent les vestiges d'une Casbah, d'une mosquée du XIVe siècle et peut-être d'un hammam. Au-dessus de la Casbah, il existe un dock intérieur.

Vestiges islamiques de Honaïne
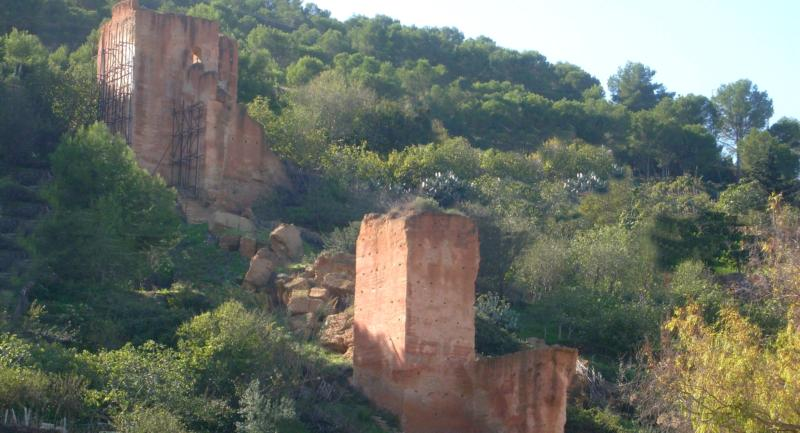
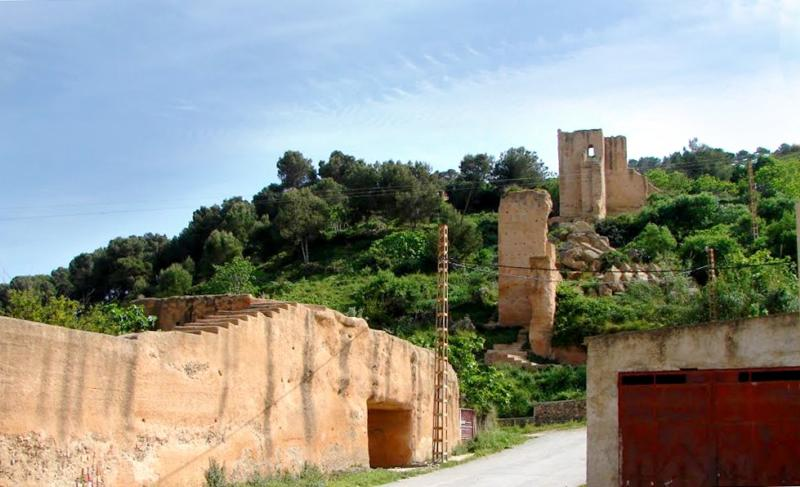
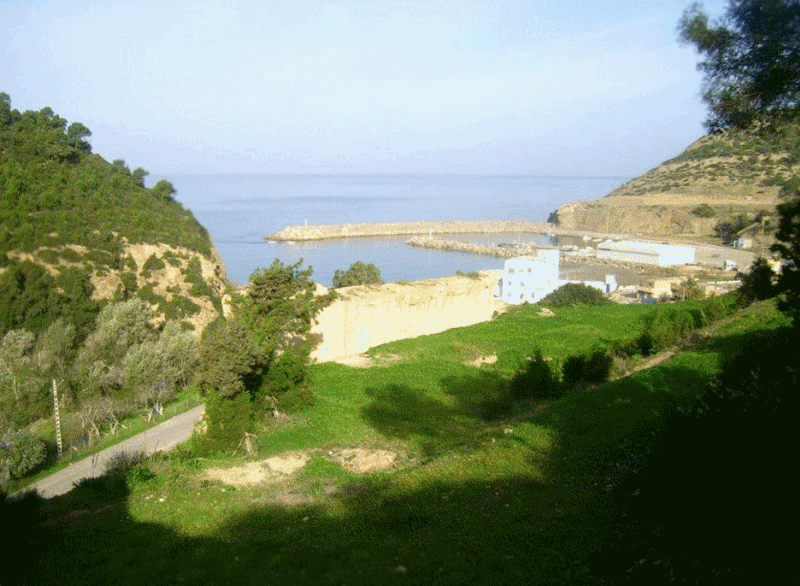

On retrouve aussi des vestiges d'exploitation de matière première durant l'époque coloniale, notamment des vestiges de téléphérique servant à acheminer la matière première, dans le port d'Honaïne.
Un musée inauguré le 5 juillet 2005, abrite dans ses murs un patrimoine matériel mobilier tel que des poteries mises à jour sur le site lors des fouilles archéologiques effectuées dans les années 1980.